# Bujaków (powiat Bielski)
Bujaków is een plaats in het Poolse district  Bielski (Silezië), woiwodschap Silezië. De plaats maakt deel uit van de gemeente Porąbka en telt 2500 inwoners.